# Spioanele
Spioanele (engleză Totally Spies!) este un serial animat de televiziune de ficțiune de spionaj influențat de anime creat de Vincent Chalvon-Demersay și David Michel produs în principal de Zodiak Kids & Family France în asociere cu Image Entertainment Corporation pentru sezoanele 3–5 și Ollenom Studio pentru sezonul 7. Serialul se concentrează pe trei fete adolescente din Beverly Hills, California care lucrează ca agenți sub acoperire pentru Organizația Internațională a Protecției Umane (WOOHP).
Precedând premierei în Franța pe 3 aprilie 2002 pe TF1, serialul a fost difuzat pentru prima oară în Statele Unite pe 3 noiembrie 2001 pe ABC Family înainte să se mute pe Cartoon Network, și mai târziu pe Universal Kids pentru al șaselea sezon. A avut premiera în Canada pe Teletoon pe 2 septembrie 2002 pentru versiunea engleză și pe Télétoon pentru versiunea franceză. De la debutul serialului, 157 de episoade au fost difuzate pe parcursul a șapte sezoane și mai multe speciale. Al șaptelea sezon a avut premiera pe 12 mai 2024 pe Gulli în France, și va avea premiera mai târziu pe Cartoon Network și Discovery Kids internațional.
In Franța Spioanele a dezvoltat o urmărire cultă. Serialul a dat naștere de asemenea la o franciză media cu o mulțime de produse legate de acesta, incluzând mai multe cărți de benzi desenate, romane și jocuri video.  Un film prequel, Spioanele: Filmul, a fost lansat teatral în 2009 în Franța. Un serial spin-off cu titlul The Amazing Spiez! a avut premiera în 2009 și a durat două sezoane.
Serialul a avut premiera în România pe 22 martie 2004, pe Fox Kids. La 1 ianuarie 2005 a fost mutat pe Jetix, iar la 19 septembrie 2009 pe Disney Channel, fiind difuzat ultima oara pe 28 iunie 2013. După o pauză îndelungată, sezonul 6 și-a făcut apariția pe Nickelodeon, iar sezonul 7 pe Cartoon Network.

## Prezentare
În rolurile principale se află trei spioane adolescente din Beverly Hills: Sam, Clover și Alex. Ele luptă în secret împotriva răufăcătorilor pe plan internațional cu ajutorul dispozitivelor suplimentate de șeful lor, Jerry, care este fondatorul și șeful agenției secrete Organizația Internațională a Protecției Umane (WOOHP). Fetele trebuie să se descurce cu misiunile și viețile de zi cu zi: liceul (sez 1-4), facultatea (sez 5), băieții și rivala lor, Mandy.

## Personaje
- Sam
- Alex
- Clover
- Jerry
- Mandy
- G.L.A.D.I.S.
- Zerlina
- Toby

### Stilul animației
Totally Spies este de multe ori descris ca un show american (în ciuda faptului că este produs în Europa). Are și o ciudată influență shōjo. Serialul are de asemenea o trăsătură a stilului de animație japonez. Personajele sunt desenate cu niște ochi mari, dramatici și același corp fundamental. Și caracteristicile din animeuri sunt folosite în serial, cum ar fi picătura de transpirație, vena încrucișată și expresia facială extremă. Din această cauză, mulți oameni consideră că acest stil de animație este anime american, deși a fost făcut în Franța.

### Premii și nominalizări
- În 2005 și 2006, serialul a câștigat trofeul Jetix Kids Awards România, pentru cel mai îndrăgit serial Jetix.[necesită citare]

## Episoade
| Premiera în România | N/o | Titlu în română                          | Titlu în engleză                  |  |
| ------------------- | --- | ---------------------------------------- | --------------------------------- |  |
|                     |     |                                          |                                   |  |
| SEZONUL 1 (2001–02) |     |                                          |                                   |  |
|                     |     |                                          |                                   |  |
|                     | 1   | Am ceva pentru artiști                   | A Thing for Musicians             |  |
|                     | 2   | Regină pentru o zi                       | Queen for a Day                   |  |
|                     | 3   | Noul Jerry                               | The New Jerry                     |  |
|                     | 4   | Scapă cine poate                         | Get Away                          |  |
|                     | 5   | Rămași împreună în Evul Mediu            | Stuck in the Middle Ages with You |  |
|                     | 6   | Joaca de-a copiii                        | Child's Play                      |  |
|                     | 7   | Spălătorul de creiere                    | The Eraser                        |  |
|                     | 8   | Evadatele                                | The Fugitives                     |  |
|                     | 9   | Răpirile                                 | Abductions                        |  |
|                     | 10  | Spioanele gladiatoare                    | Spy Gladiators                    |  |
|                     | 11  | Cetățeni model                           | Model Citizens                    |  |
|                     | 12  | Fetele din Silicon Valley                | Silicon Valley Girls              |  |
|                     | 13  | Prăjiturile pasiuni                      | Passion Patties                   |  |
|                     | 14  | Micșorarea                               | Shrinking                         |  |
|                     | 15  | Extratereștrii                           | Aliens                            |  |
|                     | 16  | Stilul sălbatic                          | Wild Style                        |  |
|                     | 17  | Văduvele întunecate                      | The Black Widows                  |  |
|                     | 18  | Prietenul cel rău                        | Evil Boyfriend                    |  |
|                     | 19  | Jocul capcană                            | Game Girls                        |  |
|                     | 20  | Spion contra spion                       | Spy vs. Spy                       |  |
|                     | 21  | Credeți în magie?                        | Do You Believe in Magic?          |  |
|                     | 22  | O plimbare                               | Malled                            |  |
|                     | 23  | Colectorul de suflete                    | Soul Collector                    |  |
|                     | 24  | Omul sau mașina?                         | Man or Machine                    |  |
|                     | 25  | Cometa omul de gheață                    | Iceman Cometh                     |  |
|                     | 26  | S-a născut un spion - Partea I           | A Spy is Born                     |  |
|                     |     |                                          |                                   |  |
| SEZONUL 2 (2002–04) |     |                                          |                                   |  |
|                     |     |                                          |                                   |  |
|                     | 27  | S-a născut un spion - Partea a II-a      | A Spy is Born Part II             |  |
|                     | 28  | Stele căzătoare                          | Starstruck                        |  |
|                     | 29  | Vreau mumia mea                          | I Want My Mummy                   |  |
|                     | 30  | Salonul malefic                          | Evil Hair Salon                   |  |
|                     | 31  | Factorul scârbos                         | The Yuck Factor                   |  |
|                     | 32  | Modul în care joci contează              | It's How You Play the Game        |  |
|                     | 33  | Vine soarele!                            | Here Comes the Sun                |  |
|                     | 34  | Negru de invidie                         | Green with N.V                    |  |
|                     | 35  | Nimic nu se schimbă                      | Boy Bands Will Be Boy Bands       |  |
|                     | 36  | Eu, dude                                 | I Dude                            |  |
|                     | 37  | Draga mamei                              | Mommies Dearest                   |  |
|                     | 38  | Lumea Zooney                             | Zooney World                      |  |
|                     | 39  | Prima obrăznicătură                      | First Brat                        |  |
|                     | 40  | Clubul fetelor periculoase               | W.O.W.                            |  |
|                     | 41  | Stark Raving Mad                         | Stark Raving Mad                  |  |
|                     | 42  | Agenția S.P.I.O.N.                       | S.P.I.                            |  |
|                     | 43  | Lumea animalelor                         | Animal World                      |  |
|                     | 44  | Coșmarul naturii                         | Nature Nightmare                  |  |
|                     | 45  | Alex demisionează                        | Alex Quits                        |  |
|                     | 46  | Schimbare totală                         | Totally Switched                  |  |
|                     | 47  | Excursie la ski                          | Ski Trip                          |  |
|                     | 48  | Liftul                                   | The Elevator                      |  |
|                     | 49  | Pețitoarea                               | Matchmaker                        |  |
|                     | 50  | Mâncătorul de creiere                    | Brain Drain                       |  |
|                     | 51  | Dezastru în lumea modei                  | Fashion Faux Pas                  |  |
|                     | 52  | Joaca                                    | Toying Around                     |  |
|                     |     |                                          |                                   |  |
| SEZONUL 3 (2004–05) |     |                                          |                                   |  |
|                     |     |                                          |                                   |  |
|                     | 53  | Fizica elementară                        | Physics 101 Much?                 |  |
|                     | 54  | Circul monștrilor                        | Freaky Circus Much?               |  |
|                     | 55  | Computerul inamic                        | Computer Creep Much?              |  |
|                     | 56  | Prin spațiu                              | Space Much?                       |  |
|                     | 57  | Transformările sunt atât de învechite    | Morphing Is Sooo 1987             |  |
|                     | 58  | Cafeneaua malefică                       | Evil Coffee Shop Much?            |  |
|                     | 59  | Înainte în trecut                        | Forward to the Past               |  |
|                     | 60  | Planeta bărbaților frumoși               | Planet of The Hunks               |  |
|                     | 61  | Super tocilarul                          | Morphing Is Sooo 1987             |  |
|                     | 62  | Mușchi incredibili                       | The Incredible Bulk               |  |
|                     | 63  | Dentist mai bine la psihiatru            | Dental? More Like Mental          |  |
|                     | 64  | Scăpați de pe insula WOOHP               | Escape from WOOHP Island          |  |
|                     | 65  | Tabăra de groază                         | Scam Camp Much?                   |  |
|                     | 66  | G.L.A.D.I.S. cea rea                     | Evil G.L.A.D.I.S. Much?           |  |
|                     | 67  | Super agenta Clover                      | Super Agent Much?                 |  |
|                     | 68  | Liniile aeriene blestemate               | Evil Airlines Much?               |  |
|                     | 69  | Creepy Crawly Much?                      | Creepy Crawly Much?               |  |
|                     | 70  | Adevăr sau panică                        | Truth or Scare                    |  |
|                     | 71  | Feng Shui e atât de demodat              | Feng Shui Is Like So Passe        |  |
|                     | 72  | Dragoste răutăcioasă                     | Evil Valentine's Day              |  |
|                     | 73  | Noroc că Halloweenul e doar o dată pe an | Halloween                         |  |
|                     | 74  | Prea mult yoga strică                    | Power Yoga Much?                  |  |
|                     | 75  | Micșorare de creiere                     | Head Shrinker Much?               |  |
|                     | 76  | Promovare nefastă                        | Evil Promotion Much?              |  |
|                     | 77  | Promovare nefastă                        | Evil Promotion Much?              |  |
|                     | 78  | Promovare nefastă                        | Evil Promotion Much?              |  |
|                     |     |                                          |                                   |  |
| SEZONUL 4 (2005–07) |     |                                          |                                   |  |
|                     |     |                                          |                                   |  |
|                     | 79  | Tinerii visători                         | The Dream Teens                   |  |
|                     | 80  | Șocul viitorului                         | Futureshock!                      |  |
|                     | 81  | Urăsc anii '80                           | I Hate the Eighties               |  |
|                     | 82  | Orașul perfect                           | The O.P.                          |  |
|                     | 83  | Răul Jerry                               | Evil Jerry                        |  |
|                     | 84  | Alex ia lecții                           | Alex Gets Schooled                |  |
|                     | 85  | Mega Mandy                               | Attack of the 50 Ft. Mandy        |  |
|                     | 86  | Croaziera                                | Déjà Cruise                       |  |
|                     | 87  | Arnold cel mare                          | Arnold the Great                  |  |
|                     | 88  | 0067                                     | 0067                              |  |
|                     | 89  | Mimează-ți propria afacere               | Mime Your Own Business            |  |
|                     | 90  | Mani-Maniac Much?                        | Mani-Maniac Much?                 |  |
|                     | 91  | Buchetele diabolice                      | Evil Bouquets Are So Passe        |  |
|                     | 92  | Moștenitoarea malefică                   | Evil Heiress Much?                |  |
|                     | 93  | Vânzătorul de înghețată                  | Evil Ice Cream Man Much?          |  |
|                     | 94  | Sis-KaBOOM-Bah!                          | Sis-KaBOOM-Bah!                   |  |
|                     | 95  | Frumusețea costă                         | Beauty Is Skin Deep               |  |
|                     | 96  | Super nespioanele                        | Like, So Totally Not Spies        |  |
|                     | 97  | Super nespioanele                        | Like, So Totally Not Spies        |  |
|                     | 98  | Cel mai dulce spion                      | The Suavest Spy                   |  |
|                     | 99  | Fotbal cu Spioane                        | Spy Soccer                        |  |
|                     | 100 | Spioanele la fermă                       | Spies on the Farm                 |  |
|                     | 101 | Spioanele în spațiu                      | Spies in Space                    |  |
|                     | 102 | Demascate!                               | Totally Busted!                   |  |
|                     | 103 | Demascate!                               | Totally Busted!                   |  |
|                     | 104 | Demascate!                               | Totally Busted!                   |  |
|                     |     |                                          |                                   |  |
| SEZONUL 5 (2007–08) |     |                                          |                                   |  |
|                     |     |                                          |                                   |  |
|                     | 105 | O Absolvire Malefică                     | Evil Graduation                   |  |
|                     | 106 | Colega Diabolică                         | Evil Roommate                     |  |
|                     | 107 | Profesor diabolic                        | Evil Professor                    |  |
|                     | 108 | Bunica diabolică                         | The Granny                        |  |
|                     | 109 | Încă un iubit malefic                    | Another Evil Boyfriend            |  |
|                     | 110 | Întoarcerea Geraldinei                   | Return of Geraldine               |  |
|                     | 111 | Evil Sorority                            | Evil Sorority                     |  |
|                     | 112 | Gimnastele Diabolice                     | Evil Gymnasts                     |  |
|                     | 113 | Diabolicii bucătari de Pizza             | Evil Pizza Guys                   |  |
|                     | 114 | Pantofarul diabolic                      | Evil Shoe Designer                |  |
|                     | 115 | Straniul Virtual                         | Virtual Stranger                  |  |
|                     | 116 | WOOHPizează-mă și pe mine!               | WOOHPersize Me!                   |  |
|                     | 117 | Hotelul Blestemat                        | Evil Hotel                        |  |
|                     | 118 | Mister total                             | Totally Mystery Much?             |  |
|                     | 119 | Diabolicul bucătar de Sushi              | Evil Sushi Chef                   |  |
|                     | 120 | Miss Spirit Fingers                      | Miss Spirit Fingers               |  |
|                     | 121 | Lumea mimilor                            | Mime World                        |  |
|                     | 122 | Mascota diabolică                        | Evil Mascot                       |  |
|                     | 123 | Spectacolul trebuie să continue...altfel | The Show Must Go On... or Else    |  |
|                     | 124 | Puțin până a fi erou                     | Zero to Hero                      |  |
|                     | 125 | Agentul WOOHP                            | WOOHP-tastic                      |  |
|                     | 126 | So Totally Not Groove-y                  | So Totally Not Groove-y           |  |
|                     | 127 | Ho-ho-ho!                                | Ho-ho-ho-no!                      |  |
|                     | 128 | Mizerie totală                           | Totally Icky                      |  |
|                     | 129 | Droizii                                  | Totally Dunzo                     |  |
|                     | 130 | Droizii                                  | Totally Dunzo                     |  |
|                     |     |                                          |                                   |  |
| FILM (2009)         |     |                                          |                                   |  |
|                     |     |                                          |                                   |  |
|                     | F1  | [ b ]                                    | Totally Spies! The Movie          |  |
|                     |     |                                          |                                   |  |
| SEZONUL 6 (2013–14) |     |                                          |                                   |  |
|                     |     |                                          |                                   |  |
|                     | 131 | Rețeaua Anti-Socială                     | The Anti-Social Network           |  |
|                     | 132 | Nouă Vieți                               | Nine Lives                        |  |
|                     | 133 | Vide-o-nu!                               | Vide-O-No!                        |  |
|                     | 134 | Super Mega Dance Show                    | Super Mega Dance Party Yo!        |  |
|                     | 135 | Probleme de frumusețe                    | Pageant Problems                  |  |
|                     | 136 | Să luăm taurul de coarne                 | Grabbing the Bully by the Horns   |  |
|                     | 137 | Spărgătorul de nunți                     | The Wedding Crasher               |  |
|                     | 138 | Furt de celebritate                      | Celebrity Swipe!                  |  |
|                     | 139 | Compania de prăjituri super dulci        | Super Sweet Cupcake Company       |  |
|                     | 140 | Amurg la răsărit                         | The Dusk of Dawn                  |  |
|                     | 141 | Peripețiile concursului de căței         | Dog Show Showdown!                |  |
|                     | 142 | Mania păpușilor Mandy!                   | Mandy Doll Mania!                 |  |
|                     | 143 | Patinatoarea malefică                    | Evil Ice Skater                   |  |
|                     | 144 | Designer inferior!                       | Inferior Designer!                |  |
|                     | 145 | WOOHP-Ahoi!                              | WOOHP-Ahoy!                       |  |
|                     | 146 | Trent înnebunește                        | Trent Goes Wild                   |  |
|                     | 147 | Lil' Dude                                | Little Dude                       |  |
|                     | 148 | Schimbare Totală Reloaded                | Totally Switched Again!           |  |
|                     | 149 | Clownique                                | Clowning Around!                  |  |
|                     | 150 | Astro-Nu!                                | Astro-Not!                        |  |
|                     | 151 | Bandiți pe dirijabil                     | Baddies on a Blimp                |  |
|                     | 152 | Jungle Boogie                            | Jungle Boogie                     |  |
|                     | 153 | Pericol TV                               | Danger TV                         |  |
|                     | 154 | Spioane solo                             | Solo Spies!                       |  |
|                     | 155 | Versailles autentic!                     | So Totally Versailles!            |  |
|                     | 156 | Versailles autentic!                     | So Totally Versailles!            |  |
|                     |     |                                          |                                   |  |
| SEZONUL 7 (2024)    |     |                                          |                                   |  |
|                     |     |                                          |                                   |  |
| 25.11.2024          | 157 | Frankenpanda                             | Frankenpanda                      |  |
| 26.11.2024          | 158 | E nevoie de un dezordonat                | It Takes a Slob                   |  |
| 27.11.2024          | 159 | Talent înnăscut                          | Totally Talented                  |  |
| 28.11.2024          | 160 | Colectorul de Creaturi Târâtoare Stranii | Creepy Crawly Creature Catcher    |  |
| 29.11.2024          | 161 | Retro absolut                            | Totally Vintage                   |  |
| 30.11.2024          | 162 | E cu siguranță un test                   | It's Totally a Test               |  |
| 01.12.2024          | 163 | Mă mai enervezi mult?                    | Totally Trolling, Much?           |  |
| 02.12.2024          | 164 | Mega Luna de Brânză                      | Mega Moon Cheese                  |  |
| 03.11.2024          | 165 | Ce mamut lânos                           | What Woolly Mammoth               |  |
| 04.11.2024          | 166 | Dah-cine?                                | The Dah-Who                       |  |
| 08.03.2025          | 167 | Complet miautastic                       | Totally Pawsome                   |  |
| 09.03.2025          | 168 | Super răufacătoare sub acoperire         | Undercover Supervillains          |  |
| 10.03.2025          | 169 | Supra-simulare                           | Over-Simulated                    |  |
| 11.03.2025          | 170 | Misterul Expresul WOOHP                  | Mystery on the WOOHP Express      |  |
| 12.03.2025          | 171 | Viața în sălbăticie                      | The Wild Life                     |  |
| 13.03.2025          | 172 | Ce duhoare!                              | Stink-O-Rama                      |  |
| 14.03.2025          | 173 | Pericolul particulei de dovleac          | Pumpkin Particle Peril            |  |
| 15.03.2025          | 174 | E ceva suspect                           | Something's Fishy                 |  |
| 09.06.2025          | 175 | Sărut pe vecie                           | Forever Lip-Tastic                |  |
|                     | 176 |                                          | Terrible Toddler Toys             |  |
|                     | 177 |                                          | Mandy's Mind-Blowing Mainframe    |  |
|                     | 178 |                                          | A Dog Gone Day                    |  |
|                     | 179 |                                          | GlitterSpy                        |  |
|                     | 180 |                                          | Oldies and Goodies                |  |
|                     | 181 |                                          | Locked in Space                   |  |
|                     | 182 |                                          | Cyber Sweetheart                  |  |
|                     |     |                                          |                                   |  |

## Schimbări între sezoane

### Sezonul 1 - sezonul 2
- În sezonul 2 se schimbă vocea lui Sam.

### Sezonul 2 - sezonul 3
- În limba română, vocea lui Alex se schimbă (ca și în limba engleză, de altfel).
- Fetele se mută împreună.
- Biroul lui Jerry se modernizează.
- Jerry o introduce pe G.L.A.D.I.S., asistenta sa.
- Pudriera electronică și celelalte echipamente primesc o nouă înfățișare.
- Genericul și melodia de început se schimbă.
- Genericul de sfârșit este înlocuit de un interviu cu personajele "Totally Spies" pe diferite teme (în partea stângă sunt scrise crediturile și în cea dreaptă apare un mic aparat care redă interviul).

### Sezonul 3 - sezonul 4
- În limba română, vocea lui Mandy se schimbă.

### Sezonul 4 - sezonul 5
- Fetele nu mai învață la liceul din Beverly Hills, ci la facultatea din Malibu.
- Spioanele se mută în altă casă, construită de WOOHP.
- În limba română, vocea lui Mandy se schimbă.
- Spioanele își iau încă o slujbă, aceea de a lucra la cafeneaua Mali-cafè.
- Genericul de început se schimbă dar melodia rămâne aceeași.
- Genericul sub formă de interviu (cel de sfârșit) este înlocuit cu secvențe din serial, puse pe melodia de început (în partea stângă sunt scrise credit-urile și în cea dreaptă apare un mic aparat care redă secvențe din episod). Sezonul 5 în limba română, vocile lui Clover și Sam se schimbă. Melodia de la sfârșit este cea din sezonul 5, iar genericul de sfârșit se află în partea stângă și este un aparat mic care redă secvențe din episod.

### Sezonul 6
- în limba română, vocile unor personaje se schimbă. Melodia, dar și intro-ul se schimbă. Genericul de sfârșit din sezonul 5 în care se redau anumite secvențe din episod se păstrează, doar melodia este schimbată.

### Sezonul 7
- În limba română, vocile personajelor se schimbă, la fel ca în sezonul precedent; însă, în acest sezon, toate personajele au o voce nouă. Melodia și intro-ul se schimbă din nou.

## Echipamente
În fiecare misiune, Spioanele primesc de la Jerry (sau Gladis în sezoanele 3 și 4) accesorii de spionat. Majoritatea sunt roz, dar începând cu sezonul 3 au devenit violete. Cel mai popular gadget din serial este Pudra-X, iar printre altele pe care spioanele le folosesc mai des se numără Cureaua expandabilă, Cizmele Go-go sau Rujul laser.

## Difuzare
Spioanele a fost transmis în cel puțin 45 de țări, în cele mai multe pe Jetix. De asemenea, postul francez, TV5, a difuzat serialul, începând cu luna martie 2008.
- Statele Unite: A fost difuzat de ABC Family, între anii 2001-2002. Din 2003 se transmite pe Cartoon Network.

- Marea Britanie: Se difuzează pe CITV și Jetix. S4C transmite versiunea în limba galeză.

În alte țări, Spioanele se difuzează pe Jetix, în zonele în care există, exceptând Statele Unite ale Americii. În multe regiuni asiatice, se transmite pe Disney Channel Asia.
| - Africa de Sud: SABC 2 - America Latină: Jetix - Armenia: H1 (Armenian Public TV) - Austria: Jetix - Belgia: VT4 - Brazilia: Jetix) și TV Globo - Bulgaria: Kanal 1 (tradus din limba franceză și preluat de pe Canal France International, Jetix - Catalonia: K3 - Cehia: Jetix - China: Disney Channel Asia - Coreea de Sud: Jetix, Disney Channel Asia - Danemarca: Jetix și TV 2 (Danemarca) - Republica Dominicană: Jetix | - Egipt: Art Teenz și MBC 3 - Elveția: Jetix (în limba engleză, franceză, italiană și germană) - Filipine: ABS-CBN (doar sezoanele 1 și 2 dublate), Disney Channel Asia (sezoanele 1-5) - Finlanda: Jetix și SubTv Juniori - Germania: Jetix și Super RTL (doar sezoanele 3+) - Grecia: Jetix - Hong Kong: Disney Channel Asia și TVB - India: Jetix, Toon Disney, Disney Channel - Irlanda: RTÉ Two, Jetix, CITV. S4C transmite versiunea în limba galeză. - Islanda: RÚV - Israel: HOT VOD, Jetix - Italia: Italia 1, Jetix | - Japonia: Jetix, Disney Channel Asia - Lituania: LNK - Malaezia: TV3, Disney Channel Asia (cu sunet în limba engleză și malay) - Maroc: 2M - Mexic: S-a difuzat pe Jetix, dar postul TV a oprit serialul în mod oficial. Acum este transmis de stații lansate independent și de canalul Galavision Channel Mexico. - Moldova Jetix România - Nepal: NTV2 Metro - Norvegia: Jetix - Olanda: Jetix - Orientul Mijlociu: MBC 3 - Polonia: Fox Kids, Jetix, Disney Channel, Nickelodeon | - Portugalia: RTP2 - România: Fox Kids, Jetix, Disney Channel Romania, Nickelodeon România, National TV, Cartoon Network România - Rusia: Fox Kids,Jetix - Singapore: Disney Channel Asia, Kids Central - Slovacia: Jetix, Markíza - Slovenia: Jetix România - Spania: Jetix - Suedia: Jetix - Taiwan: Disney Channel Asia - Thailanda: Channel 7, Disney Channel Asia și uneori UBC Spark - Ungaria: Fox Kids,Jetix - Vietnam: Disney Channel Asia, VTV3, THTPCT |  |

## Dublajul

### Sezonul 1-5
Dublajul a fost realizat de Zone Studio Oradea
- Adela Lazăr - Sam ''Samantha''
- Iulia Tohotan - Alex''Alexandra''
- Gabriela Codrea - Clover
- Oana Rusu - Britney
- Anca Sigmirean - Mandy
- Doru Fârte - Jerry
- Petre Ghimbășan - Marco Lumiere

### Sezonul 6
Dublajul a fost realizat de studiourile BTI
- Adela Lazăr - Sam ''Samantha''
- Iulia Tohotan - Alex''Alexandra''
- Gabriela Codrea - Clover
- Anca Sigmirean - Mandy
- Petre Ghimbășan - Jerry
- Florian Silaghi - Arnold

### Sezonul 7
Dublajul a fost realizat de Fast Production Film Studio
- Amalia Uruc - Sam ''Samantha''
- Eliza Oancea - Alex''Alexandra''
- Ioana Oțelea - Clover
- Cătălina Chirțan - Mandy și Zerlina
- Marc Titieni - Jerry
- Ștefan Iancu - Tobey

## Presă
- Revista Totally Spies! Spioanele!

Revista Totally Spies! Spioanele! era publicată lunar în România de către Noriel. În ea exista episoade sub formă de benzi desenate, jocuri, teste, cadouri cum ar fi: postere, abțibilduri și multe altele. Copiii își puteau trimite desenele și/sau scrisorile la redacție, după care probabil vor fi publicate.
- Seria Totally Spies! Spioanele! acțiune, aventură, jocuri și teste

Această serie este publicată în România de către editura Corint Junior. În ea se poate găsi: un episod, jocuri, teste, cadouri marca Totally Spies!, uneori și postere. Cartea este de format 16,5 x 22 cm, cu 32 de pagini.
- Cărțile Totally Spies! Spioanele! CINE-MANGA

Aceste cărți se adresează în special copiilor între 6 și 12 ani. Publicațiile sunt niște minialbume de benzi desenate, cu capturi din serialul TV, însoțit de un cadou. Fiecare volum are 96 de pagini, pe format 13 x 19 cm. Cărțile sunt publicate în România de către editura Corint Junior.